# Pobreza energética
La pobreza energética o precariedad energética, referida a un hogar familiar, es aquella situación en la que los ingresos son nulos o escasos para pagar la energía suficiente para la satisfacción de las necesidades domésticas. También se considera pobreza energética cuando se destinan por obligación una parte excesiva de los ingresos a pagar la factura energética de la vivienda.

## Primera definición en el Reino Unido
La pobreza energética fue definida por la británica Brenda Boardman a principios de la década de 1990 del siguiente modo:

incapacidad para un hogar de obtener una cantidad adecuada de servicios de la energía por el 10% de la renta disponible.

En el Reino Unido esta definición se ha relacionado con la temperatura de la vivienda apropiada establecida en 21 °C en la sala de estar principal y en 18 °C en el resto de habitaciones de la vivienda. 

### Ámbito
Aunque la pobreza energética se asocia a la energía para calefacción deben considerarse otros usos como la energía suficiente para el funcionamiento de   electrodomésticos básicos como el frigorífico y la cocina y el agua caliente. En lugares muy cálidos puede considerarse también la necesidad de mantener una temperatura máxima en verano.

## Causas

### Desempleo y pobreza
Una de las consecuencias del desempleo y por tanto de la pobreza en general es la pobreza energética impide a las familias pagar las facturas de suministros básicos como el agua, luz y gas.

### Crisis económica
En relación con la energía se habla de equidad social al acceso a la energía suficiente para desarrollar una calidad de vida digna. Cuando desaparece la equidad social en materia energética se habla de «pobreza energética». 
Aunque la pobreza energética ha existido siempre, de manera generalizada en los países más pobres, es a raíz de la crisis económica de 2008 o Gran Recesión -con las particulares crisis en los distintos países desarrollados o tradicionalmente ricos- , cuando el concepto de «pobreza energética» se ha incorporado a la agenda política de algunos países europeos, como Reino Unido, Francia, Eslovaquia o Irlanda. El problema del acceso a la energía, endémico en países del Tercer Mundo, se ha extendido también a los del Primer Mundo por las crecientes dificultades económicas de las familias para hacer frente a la tarifa energética.

## Pobreza energética por regiones y países

### Pobreza energética en Europa
En Europa el Comité Económico y Social Europeo, organismo comunitario encargado de trasladar las demandas de la sociedad civil en Bruselas, presentó el 6 de febrero de 2014 en Madrid el documento aprobado en su asamblea de septiembre bajo el título de: Pobreza energética. Por una acción europea coordinada. En dicho  documento se hacen propuestas para resolver un problema que afectaría a más de 50 millones de personas en la Unión Europea.

#### Pobreza energética en España
Según la segunda edición del informe elaborado por la Asociación de Ciencias Ambientales, el número de personas que pueden estar en riesgo de pobreza energética en España ha aumentado en dos millones entre 2010 —año del que se ocupó el primer estudio—, y 2012, sobre el que trata la segunda edición, hecha pública en marzo de 2014. Según el resumen que publicó el diario El País, ampliado con datos propios, "el porcentaje de hogares que tienen que destinar una cantidad desproporcionada de sus ingresos a pagar facturas de luz y gas subió en 2012 hasta el 16,6%, lo que supone unos siete millones de personas, frente al 12,4% registrado en 2010, equivalente a cinco millones. Esto se traduce en familias que pasan frío en invierno y calor en verano, viviendas con moho y humedad, cortes de suministro por impago (1,4 millones en 2012, más del doble que en 2006, según cálculos de este periódico), menos dinero para satisfacer otras necesidades básicas y, lo más grave, muertes prematuras en invierno. Hasta 7.200 fallecimientos podrían evitarse si se erradicara el problema, según el sistema de medición de la Organización Mundial de la Salud". Estos desoladores datos superan con creces a las muertes producidas en accidentes de carretera en España, que en 2019 rondaron las cifra de 1.100 personas.
En España, las comunidades autónomas que más pobreza energética sufren son Cantabria, Extremadura, Castilla y León y Murcia. Los datos indican que más del 11% de hogares en dichos lugares carecen de un buen sistema de calefacción para los meses más duros del invierno. Los riojanos continúan la lista y se sitúan con un total de 10,80% casos. Y por último, pero no por ello menos alarmante, Aragón; Madrid; Islas Baleares; Andalucía y Navarra rondan el 10% en vulnerabilidad. Por otro lado, los datos también señalan a Galicia, Asturias, Canarias y al País Vasco como los lugares menos afectados.
Lo que ocurre en muchas situaciones es que los hogares no aclimatados hacen un gasto mucho más alto del que las familias pueden asumir, por lo que entre las posibles soluciones a este mal común se encuentra: el compromiso que tanto ciudadanos como gobiernos tienen que asumir de cara a la eficiencia energética. Fabricando, adaptando y comprando viviendas aclimatadas y asequibles para todos los ciudadanos. Asimismo, también es importante comparar tarifas para encontrar ofertas justas.
En España, la pobreza energética afecta de manera desproporcionada a ciertos grupos vulnerables, especialmente a hogares encabezados por mujeres. Un estudio realizado en un barrio de Madrid antes y después del confinamiento por COVID-19 reveló que estos hogares enfrentan mayores dificultades para acceder a viviendas con una eficiencia energética adecuada, lo que repercute negativamente en su salud y bienestar.
El estudio identificó tres factores clave: la precariedad económica y habitacional, la falta de medidas estructurales para mejorar el confort térmico de las viviendas y la ausencia de políticas públicas eficaces para mitigar el problema.
Los hallazgos también subrayan el papel crucial de los trabajadores sociales y educadores en la identificación y mitigación de la pobreza energética. Sin embargo, su labor requiere el respaldo de estrategias de intervención adecuadas que integren mejoras en la eficiencia energética de los hogares con un enfoque social más amplio.

### Pobreza energética en América Latina
En América Latina la pobreza energética es generalizada. En 2012,  en la Cumbre de las Américas se estableció el acuerdo de eliminar la pobreza energética en los 10 años siguientes, hasta 2022. Además de la imposibilidad de pagar los gastos energéticos, en América Latina unos 30 millones de habitantes, el 5% de la población no puede acceder a corriente eléctrica. En América Latina el número de pobres en 1999 era de 211 millones.

## Ayudas y bonificaciones en España

### Bono social energético
En España hay previstas ayudas y bonificaciones en forma de descuentos para pagar las facturas energéticas de aquellas personas que se encuentran en vulnerabilidad social y/o económica, es decir, para combatir la pobreza energética. Estas ayudas se conocen como Bono Social y existen para pagar las facturas de la luz (Bono Social Eléctrico), para las facturas del gas (Bono Social Térmico) y para las del agua (Bono Social del Agua).
Para poder beneficiase del Bono Social, el Gobierno ha previsto una serie de condiciones. Los requisitos tienen que ver con la renta anual del solicitante (destinado a rentas bajas), para familias numerosas, para pensionistas, para personas con discapacidad (superior al 33%) y para quienes sean víctimas de violencia de género o terrorismo.